# 十里木高原

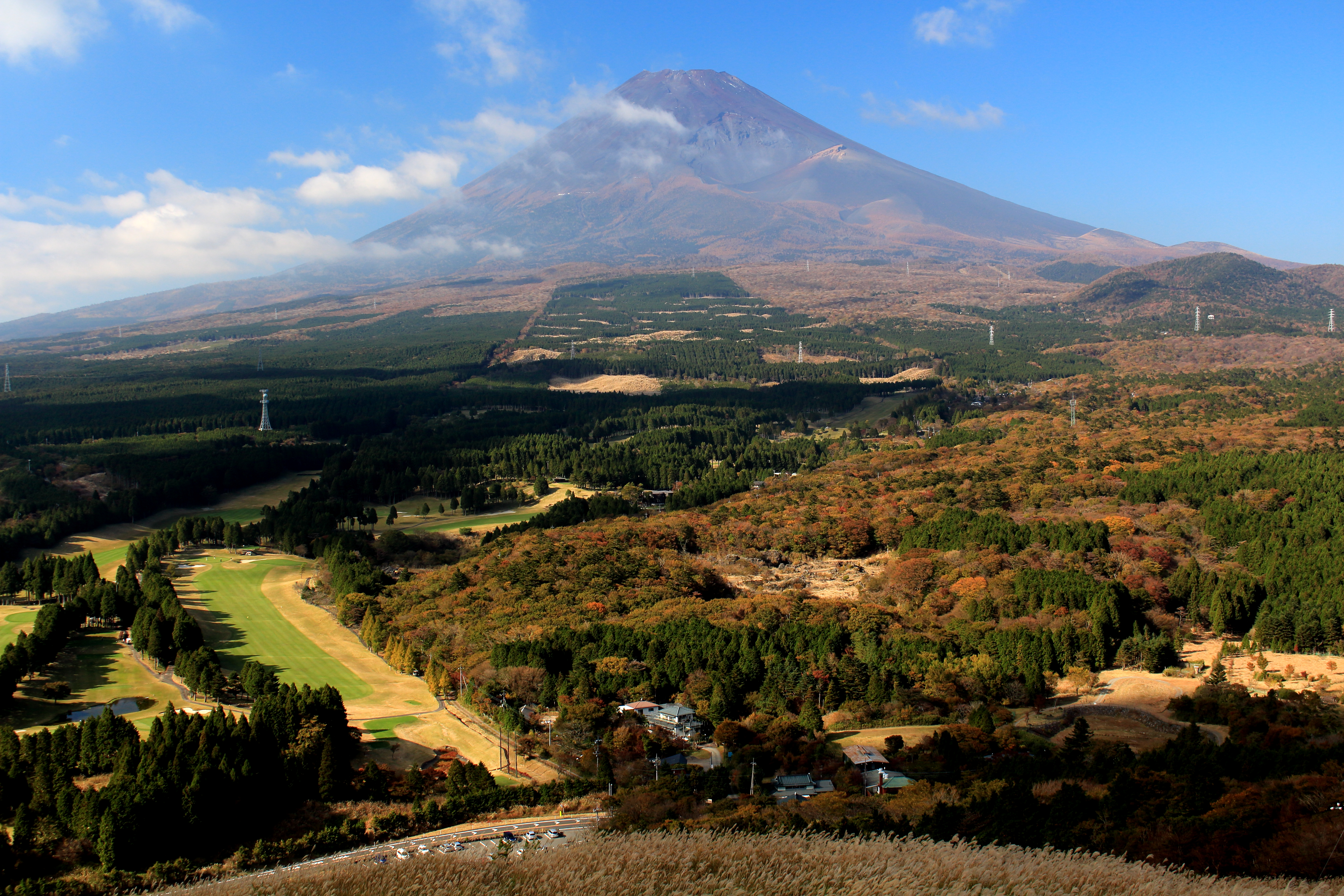
十里木高原展望台から望む富士山

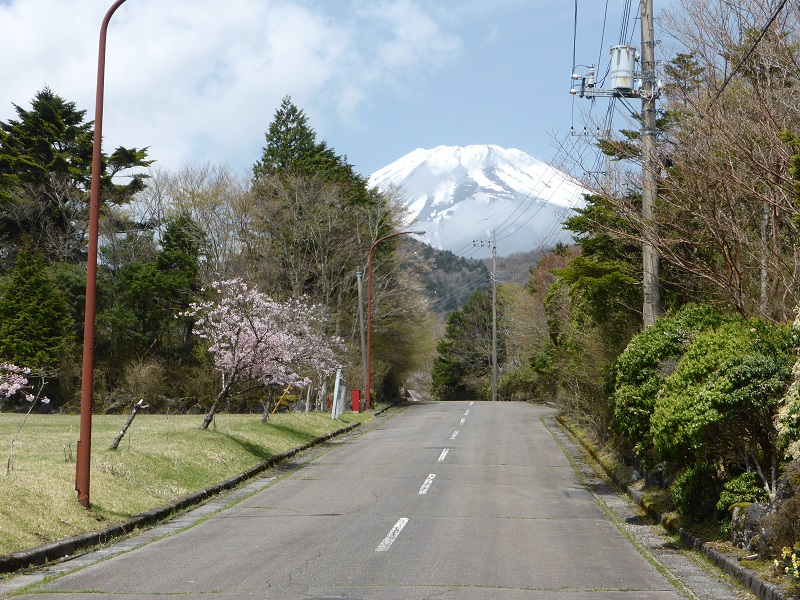
十里木別荘地から望む富士山

十里木高原（じゅうりぎこうげん）とは、静岡県裾野市須山にある、富士山と愛鷹山に囲まれた高原。古くは十里木街道が通り、富士宮と箱根竹之下とを結ぶおよそ十里の道のりに十里木関所が存在した。近年においては別荘地として大規模に開発され、ゴルフ場やキャンプ場、遊園地、動物園などを有する富士山麓屈指のリゾート地となった。。
標高1,000 m前後であり、冬は氷点下になることも珍しくない。南側に隣接する富士市海岸部との気温差は8℃程あり、避暑地としても人気がある。
地域は富士急行と大昭和住宅が開発した。別荘地ではあるが、三島駅からの東海道新幹線通勤や付近の工場に勤務しているなどで定住しているケースも少なくない。地域には富士山の地下水をくみ上げて配水されており、水道料金も比較的安価である。別荘地内の地上デジタル放送は2010年（平成22年）に十里木テレビ中継局が放送開始したため、受信が容易となった。

## 交通
東京都心から自動車で1時間半程度で着ける位置にある。東名高速道路裾野ICから十里木別荘地へは15 - 20分ほどで、国道469号（通称：富士南麓道路）の整備がかなり進み、富士宮市や朝霧高原方面からのアクセスも良い。富士市側では今宮バイパスが開通しアクセスが向上した。2012年に開通した新東名高速道路新富士ICからも近い。富士急シティバスの路線が通っているが便数は少ない。

## 観光施設
- 至近に富士サファリパーク、富士山こどもの国、遊園地ぐりんぱ(旧日本ランド)、スノータウンYetiなどがある。これら施設の利用客が十里木高原のペンションを利用するケースも多い。
- 裾野市が運営する温泉施設のヘルシーパーク裾野が、十里木別荘地から車で数分の距離にある。
- 十里木高原駐車場（標高880 m）からは愛鷹山越前岳（標高1,504 m）への登山口があり、富士山の眺望ポイントとして知られている。

## 自然
環境省の絶滅危惧II類（VU）に登録されているアシタカツツジが群生している。アシタカツツジは昭和42年に裾野市指定天然記念物、昭和47年には市の花に指定されている。

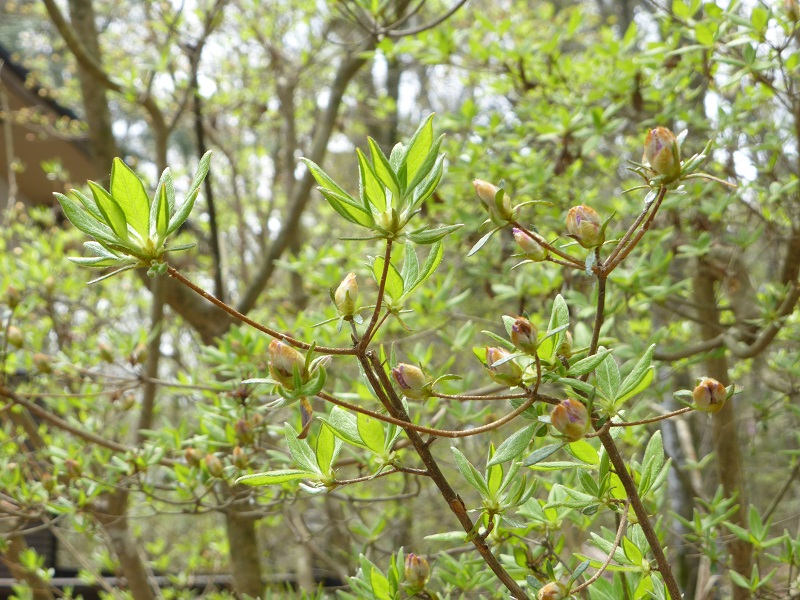
アシタカツツジのつぼみ